# Soiron

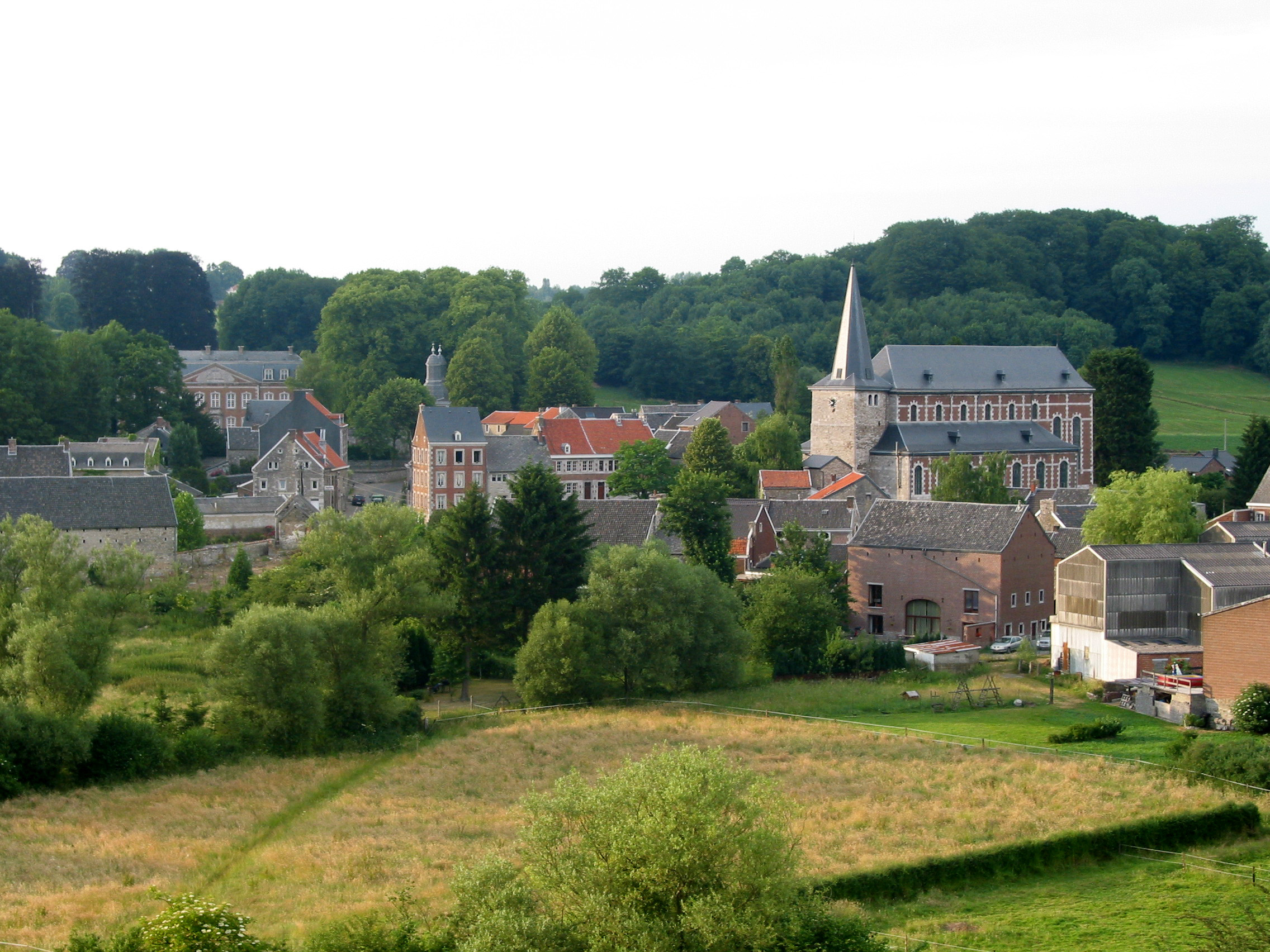
Zicht op Soiron

Soiron is een plaats en deelgemeente van de Belgische gemeente Pepinster.
Soiron ligt in de provincie Luik. Het dorp is opgenomen in de lijst van de mooiste plaatsjes in Wallonië (Les Plus Beaux Villages de Wallonie). Het dorp telt vele huizen in renaissancestijl.

## Geschiedenis
Soiron werd in 1005 gesticht als buurdorp van Olne door het Sint-Adalbertkapittel te Aken. Tot 1802 was Soiron in bezit van dit kapittel. De voogd was de Hertog van Limburg, die in 1240 de plaats Soiron toevoegde aan zijn hertogdom, terwijl Olne tot het Graafschap Dalhem en daarmee tot de invloedssfeer van het Hertogdom Brabant behoorde. In 1661 kwam Olne aan de Republiek der Nederlanden en er bevond zich een protestantse gemeente.
Nu lag de banmolen van Soiron in Vaux-sous-Olne, en vormde een enclave in het gebied van Olne.
In 1692 werd Soiron getroffen door een aardbeving, waarbij vrijwel alle huizen werden verwoest, maar de kerktoren was een van de weinige bouwwerken die overeind bleef.
Tot de opheffing van het hertogdom Limburg hoorde Soiron tot de Limburgse hoogbank Herve. Net als de rest van het hertogdom werd Soiron bij de annexatie van de Zuidelijke Nederlanden door de Eerste Franse Republiek in 1795 opgenomen in het toen gevormde departement Ourthe.
Soiron was een zelfstandige gemeente tot 1977, toen het werd opgenomen in de fusiegemeente Pepinster.

## Demografische ontwikkeling
- Bronnen:NIS, Opm:1831 tot en met 1970=volkstellingen, 1976= inwoneraantal op 31 december

## Bezienswaardigheden
- Het dorpsgezicht, en de oude huizen.
- Sint-Rochuskerk
- Kasteel van Soiron
- Moulin de Cornesse
- Kasteel van Sclassin
- Het Lavoir
- Meerdere historische boerderijen in de nabije omgeving.

## Natuur en landschap
Soiron ligt in het Land van Herve op een hoogte van ongeveer 210 meter.  Door het dorp stroomt de Bola, een beekje dat kenmerken van een karstrivier vertoont.

## Nabijgelegen kernen
Cornesse, Wegnez, Nessonvaux, Olne, Xhendelesse, Grand-Rechain
Deelgemeenten: Cornesse · Pepinster · Soiron · Wegnez

Overige plaatsen: Bouhaye · Chalsèche · Cromhaise · Drolenval · Fiérain · Forges-Thiry · Goffontaine · Les Foxhalles · Saint-Germain · Saute · Sohan · Tancrémont (deels) · Tribomont

Belgische gemeenten · arrondissement Verviers · provincie Luik · Wallonië